# Yes We Can
Yes We Can – piosenka wydana przez DipDive w celu wsparcia kampanii Baracka Obamy w wyborach prezydenckich w Stanach Zjednoczonych w 2008 r. (które wygrał stając się tym samym 44. prezydentem USA). Podobnie jak We Are the Ones (kolaż dźwiękowy będący teledyskiem, a zarazem singlem)
Jej autorami są will.i.am oraz Barack Obama.

## Występujący goście
według oficjalnej wersji DipDive.com
- Scarlett Johansson – 0:05
- Kareem Abdul-Jabbar – 0:21
- Common – 0:23
- John Legend – 0:32
- Bryan Greenberg (z gitarą) – 0:37
- Kate Walsh – 0:44
- Tatyana Ali – 0:44
- Harold Perrineau Jr. – 0:49
- Aisha Tyler – 1:01
- Samuel Page – 1:03
- Enrique Murciano – 1:07 „Si, podemos” – 1:17
- Natasha Bedingfield – 1:11 „ Oh we can”
- Maya Rubin – 1:08 „כֵּן אָנוּ יְכוֹלִים (Ken Anu Yekholim)” (Hebrew)
- Esthero – 1:10
- Eric Balfour – 1:23
- Nicole Scherzinger – 1:30
- Taryn Manning – 1:40
- Amber Valletta – 1:52
- Auden McCaw (in Valetta’s arms) – 1:52
- Kelly Hu – 1:52
- Adam Rodríguez – 1:56 „Sí se puede”
- Eric Christian Olsen – 2:02
- Sarah Wright – 2:02
- Shoshannah Stern (American Sign Language) – 2:05
- Ed Kowalczyk (z gitarą) – 2:19
- Fonzworth Bentley (skrzypce) – 2:38
- Amaury Nolasco – 3:24
- Hill Harper – 3:27
- Nick Cannon – 3:36
- Trott Felipe – 3:38
- Herbie Hancock (pianino) – 3:41
- Johnathon Schaech – 3:45
- Austin Nichols – 3:50
- Tracee Ellis Ross – 4:00
- Fred Goldring (z gitarą) – 4:03
- Anson Mount
- Alfonso Ribeiro
- Cliff Collins
- Vera Farmiga
- JSB (uk)